# Azidopentazole
L'azidopentazole est un allotrope hypothétique de l'azote de formule brute N8. Il consiste en une fonction azoture greffée sur un cycle pentazole. Il est théoriquement le plus stable des isomères de formule N8.